# Чжан Чутун
Чжан Чутун (кит. трад. 张楚彤, англ. Zhang Chutong род. 17 февраля 2003 года в г.Цзилинь, провинция Гирин, Китай) — китайская шорт-трекистка. Бронзовая призёр зимних Олимпийских игр 2022 года в женской эстафете. С 2019 года студентка Факультета физического воспитания Северо-восточного нормального университета.

## Спортивная карьера
Чжан Чутун занялась шорт-треком в возрасте 8-ми лет в Цзилине, в 2011 году. Она вошла в национальную сборную в 2018 году и впервые дебютировала в Алматы на Кубке мира, в декабре 2018 года, где выиграла с командой бронзовую медаль в смешанной эстафете, а в феврале 2019 года на этапе в Дрездене заняла 3-е место в беге на 1000 м. Она стала чемпионом на дистанциях 1000 метров и 1500 метров на 2-м этапе Элитной лиги Кубка Китая по шорт-треку в сезоне 2018-2019 годов. 
Чутун выиграла национальный чемпионат на дистанции 500 м, в женской эстафете и в смешанной эстафете. Также выиграла национальный финал по шорт-треку на дистанциях 1000 м и 1500 м. В сезоне 2019/20 годов на Кубке мира FIS в Солт-Лейк-Сити выиграла бронзовую медаль в беге на 1000 м, золотую медаль в эстафете и серебряную в смешанной эстафете. На этапе в канадском Монреале завоевала золотые медали в женской и смешанной эстафетах. В феврале 2020 года в Дордрехте, выиграла серебряную медаль в беге на 1000 м.
Чжан Чутун также участвовала в 2020 году в 3-х зимних юношеских Олимпийских играх в Лозанне и заняла 6-е место в беге на 1000 м, 8-е в беге на 500 м и 5-е место в смешанной эстафете. В сезоне 2021/22 на Кубке мира в Дебрецене заняла 3-е место в женской эстафете и в Дордрехте стала 3-й в смешанной эстафете. В январе 2022 года Чжан прошла квалификацию на Олимпиаду в Пекине.
В феврале 2022 года на XXIV зимних Олимпийских играх в Пекине, 11 февраля участвоввала в беге на 1000 м и заняла 15-е место. Через 2 дня в составе женской команды выиграла бронзовую медаль в эстафете. 16 февраля на дистанции 1500 м заняла 20-е место.

## Награды
- 2018 год — названа Элитной спортсменкой национального класса